# O mio Signore/Non esiste più niente
O mio Signore/Non esiste più niente è un 45 giri di Edoardo Vianello pubblicato in Italia nel 1963.

## Descrizione
Il disco raggiunge il primo posto della classifica hit parade dal 18 gennaio 1964 per due settimane.

## Tracce
LATO A
1. O mio Signore – 3:30 (testo: Mogol – musica: Edoardo Vianello)

LATO B
1. Non esiste più niente – 2:23 (testo: Gianni Musy – musica: Edoardo Vianello)